# 早まった一般化
早まった一般化（はやまったいっぱんか、Hasty generalization）とは、論理的な誤謬または詭弁であり、非形式的誤謬の一つ。早まった類推や類推の危険とも。以下のような論証形式の推論で生じうる。
AはXである。
BもXである。
CもXである。
DもXである。
したがって、いかなる場合もXである。
形式的には帰納推論である。しかし、少ないサンプル、あるいは偏ったサンプルから一般的な結論を導こうとすると、これが早まった一般化となる。この例では、Xを満たすものが存在するという一部の個別の事実から全体を判断していて、それ以外のEやZなどに、Xでないものが存在する可能性が考慮に入れられていない。Xでないものが1つでも存在すれば、結論は誤りとなる。

## 具体例
サンプルが偏っており、真の前提から偽の結論が導かれる場合は、論証が妥当でなく、早まった一般化である。
富士山は火山である。
浅間山も火山である。
桜島も火山である。
三原山も火山である。
従って、全ての山は火山である。
当然、火山ではない山も存在する。
対象となる集合のうち全要素が正しいと証明できる場合は、論証が妥当であり、早まった一般化ではない。例えば、
ライオンは草食でない。
トラは草食でない。
チーターは草食でない。
ヒョウは草食でない。
…（残り全てのネコ科について言及）
よって、ネコ科に草食の種は存在しない。
という論証は妥当である。
月には動植物は存在しない。
水星も同様である。
金星も同様である。
火星も同様である。
よって、地球以外に動植物が存在する星はない。
という論証は、膨大な天体の数から考えてあまりに示された例が少数であり、太陽系以外の天体について確認の方法がないことから、早まった一般化と言わざるをえない。
数学のように厳密な論証のできる分野では、演繹的に論証することで、あるいは数学的帰納法のような方法を用いて証明することでそれが可能である。しかし、このことはそれが簡単であることを意味するものではない。